# İlknur
İlknur ist ein türkischer weiblicher Vorname türkischer und arabischer Herkunft mit der Bedeutung „das erste Licht“.

## Namensträgerinnen
- İlknur Bahadır (* 1972), türkisch-deutsche Schauspielerin
- İlknur Boyraz (* 1970), türkisch-deutsche Schauspielerin